# Allium pyrenaicum
Allium pyrenaicum là một loài thực vật có hoa trong họ Amaryllidaceae. Loài này được Costa & Vayr. mô tả khoa học đầu tiên năm 1877.

## Hình ảnh

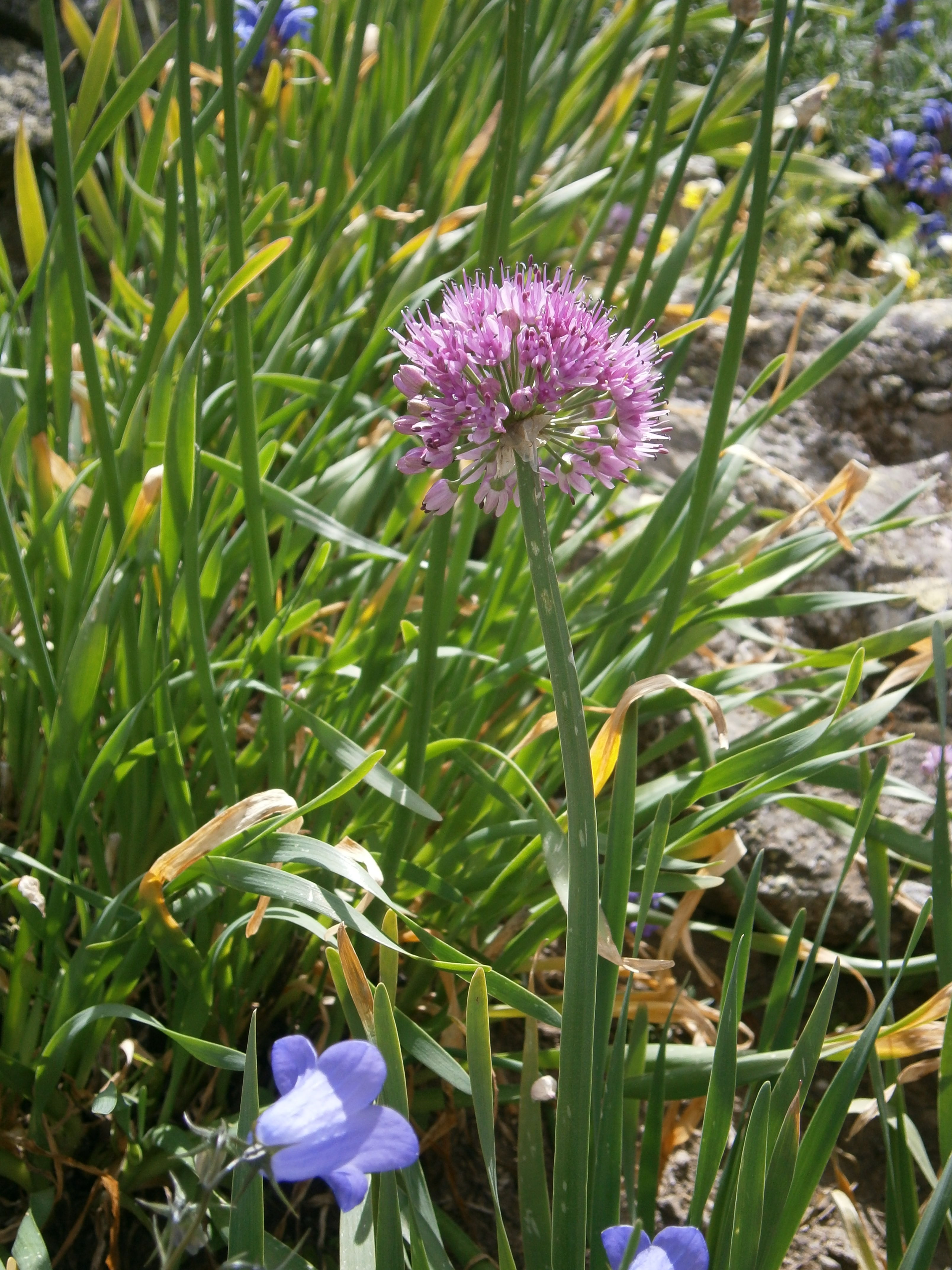